# Praga D
O Praga Hostivař D foi um Motor boxer de quatro cilindros aeronáutico produzido pela primeira vez na Checoslováquia em 1936, mas teve seu maior sucesso após a Segunda Guerra Mundial devido à grande popularidade de voos desportivos. Uma versão para helicópteros foi produzida após a guerra, sendo conhecida como Praga DH